# Омский областной радиотелецентр
Омский областной радиотелевизионный передающий центр — подразделение федерального государственного унитарного предприятия «Российская телевизионная и радиовещательная сеть». Основной оператор цифрового эфирного и аналогового эфирного теле- и радиовещания в Омской области, единственный исполнитель мероприятий по строительству цифровой эфирной телесети в регионе в соответствии с федеральной целевой программой «Развитие телерадиовещания в Российской Федерации на 2009—2018 годы». Центр обеспечивает 99,82 % населения Омской области 20-ю бесплатными цифровыми эфирными телеканалами в стандарте DVB-T2 и радиостанциями .

## История
В декабре 1941 года в Омск была эвакуирована московская радиостанция РВ-49 им. Всесоюзного Центрального Совета Профессиональных Союзов. Её разместили в помещениях Пушкинской машинно-тракторной станции. В мае 1942 года радиостанция начала вещание на временных 65-метровых мачтах, а в августе — на новой 150-метровой. Радиостанция РВ-49 охватывала сигналом Омскую, часть Тюменской, Курганской, Кокчетавской и Петропавловской областей.
В 1954 году группа омских радиолюбителей, в состав которой входили Владимир Грачев, Илья Народицкий, Тарас Стефанович, сконструировала телекамеру и монитор. Уже 6 ноября 1954 года из любительского телецентра была показана первая передача. Омск стал вторым городом за Уралом после Томска, в котором начались телетрансляции.
В 1954 году по решению ЦК КПСС и Совета Министров СССР в Омске началось строительство профессионального телецентра. Его решено было разместить на территории сельскохозяйственного института — в самой высокой точке в черте города.
В 1955 году радиостанция РВ-49 была преобразована в Омский областной радиоцентр.
7 ноября 1958 года новый телецентр выпустил в эфир первую передачу. 27 декабря 1958 года государственная комиссия приняла телецентр в эксплуатацию. Башня высотой 180 метров была построена по проекту 3803 КМ.
В 1970-е годы в Омской области были построены радиорелейные линии и передатчики для трансляции телепрограмм по всему региону. В 1975 году Омский областной радиоцентр был преобразован в Омский областной радиотелевизионный передающий центр.
7 ноября 1977 года Омский радиоцентр провёл первую цветную трансляцию телевизионной передачи.
Телевизионное вещание в Омске стало цветным в 1978 году.
В 1993 году Омский радиотелецентр вышел из состава Производственно-технического управления связи и получил статус отдельного юридического лица. К этому моменту в регионе работало 13 мощных и свыше 50 маломощных телепередатчиков.
В 2001 году Омский радиотелецентр стал филиалом РТРС «Омский ОРТПЦ». В 2006 году рассматривался вариант переноса телебашни в район поселка Лукьяновка, но проект не был реализован.
До создания цифровой эфирной телесети жители большинства сельских населенных пунктов области могли принимать не более 5 телеканалов. Таким образом, в 2009—2018 годах Омский радиотелецентр увеличил возможности телесмотрения для жителей региона в среднем в 4 раза. Также филиал способствует развитию интернета и мобильной телефонной связи в Омской области. 

## Деятельность
В 2010 году омский филиал РТРС начал реализацию мероприятий федеральной целевой программы «Развитие телерадиовещания в Российской Федерации на 2009—2018 годы» в регионе. Омская область вошла в третью очередь создания сети цифрового эфирного вещания. Первоначально в регионе планировалось построить 97 наземных цифровых станций вещания. Впоследствии их количество было сокращено до 48 при сохранении целевого охвата населения. При этом 25 станций пришлось модернизировать и дополнить современным оборудованием, а 23 станции были возведены с нуля вплоть до выбора земельного участка.
В мае 2013 года омский филиал РТРС стал одним из основателей Аллеи связистов, расположенной в центре Омска.
3 июля 2015 года омский филиал РТРС завершил строительство сети вещания пакета цифровых телеканалов РТРС-1 (первого мультиплекса) запуском последнего из 48 цифровых передатчиков первого мультиплекса в городе Калачинск. Жители региона получили возможность смотреть 10 общероссийских обязательных общедоступных телеканалов первого мультиплекса.
8 декабря 2017 года омский филиал РТРС и ГТРК «Иртыш» запустили трансляцию региональных программ в составе первого мультиплекса в Омской области. Новостные и тематические региональные передачи стали доступны жителям на каналах «Россия 1», «Россия 24» и «Радио России».
27 декабря 2018 года специалисты Омского радиотелецентра РТРС включили последние передатчики второго мультиплекса. Цифровая телесеть заработала в полном объёме. 20 цифровых эфирных телеканалов и три радиостанции стали доступны 99,82 % жителей Омской области. До прихода «цифры» почти 67 % жителей региона могли принимать не более пяти телеканалов.
3 июня 2019 года Омская область полностью перешла на цифровое телевещание общедоступных федеральных телеканалов, аналоговый сигнал был отключён. Жителям региона доступны 20 телеканалов, входящих в состав первого и второго мультиплексов.
5 ноября 2019 года омский филиал РТРС первым в России начал транслировать в эфире телеканала ОТР программы регионального «12 канала».
В декабре 2019 года в семи районах Омской области стартовала трансляция программ «Радио России» в FM-диапазоне. Прежде вещание было организовано в УКВ-диапазоне. Так, возможность слушать «Радио России» появилась ещё у более 50 тысяч жителей области. 
31 августа 2023 года состоялся торжественный ввод в действие архитектурно-художественной подсветки на омской телебашне. 

## Организация вещания
Омский филиал РТРС транслирует 20 телеканалов и три радиостанции в цифровом формате, семь телеканалов и девять радиостанций в аналоговом формате.
Инфраструктура филиала РТРС включает областной радиотелецентр, два производственных подразделения, центр формирования мультиплексов, 48 передающих станций, 62 антенно-мачтовых сооружения (АМС), 113 приемных наземных спутниковых станций.

## Награды
Более двадцати действующих сотрудников «Омского ОРТПЦ» отмечены почётными званиями, ведомственными и государственными наградами. Двоим сотрудникам присвоено почетное звание «Мастер связи», девятнадцать специалистов имеют нагрудный знак «Почетный радист», двое — «Заслуженный работник связи Российской Федерации». В 2019 году трое сотрудников радиотелецентра за активное участие в проекте перехода на цифровое телерадиовещание награждены Благодарственными письмами губернатора Омской области. В 2020 году за вклад в реализацию проекта по переходу на цифровое телевещание двое сотрудников Указом Президента России удостоены государственных наград, в том числе директор «Омского ОРТПЦ» Олег Суриков награждён медалью ордена «За заслуги перед Отечеством II степени».